# Війт (оповідання)
«Війт» — оповідання Леся Мартовича.
Вперше з'явилося у збірці «Хитрий Панько і інші оповідання» у 1903 р. Цісарська цензура тоді не звернула уваги на ідейне спрямування твору. Коли ж у січні 1904 р. оповідання було передруковане в газеті «Свобода» (№ 3), львівська цісарсько-королівська прокураторія повністю сконфіскувала його. Прогресивно настроєні посли на прохання редакції газети виступили із інтерпеляцією на засіданні віденського парламенту проти дії львівської прокураторії, навели скорочений переклад німецькою мовою оповідання «Війт». Інтерпеляція була включена до стенографічного протоколу засідань палати послів австрійського парламенту. Оскільки за законом інтерпеляції послів не підлягали конфіскації, газета «Свобода» в № 12 18 березня 1904 р. надрукувала оповідання і навіть видала окремою брошурою із зазначенням: «сконфіскована ц.-к. прокураторією». Це було доброю рекламою для твору.
У 1907 р. у Львові вийшла книжечка «Війт. Смертельна справа» Л. Мартовича.
У 1910 і 1911 р. у видавництві «Польза» в Москві вийшла двома виданнями в перекладі на російську мову збірка оповідань Леся Мартовича «Войт і другие рассказы». У цікавій вступній статті перекладач Олекса Назаріїв високо цінував автора за «глибоке знання народного життя, звичаїв і навичок селян», за уміння «помітити і передати найдрібніші злами душі мужика». Він ставив Мартовича «поряд з найкращими сучасними побутописцями селянства».
Це була остання книжка, що вийшла за життя автора.